# Crateri lunari (C-F)
Segue un elenco dei crateri d'impatto lunari ufficialmente riconosciuti dall'Unione Astronomica Internazionale le cui iniziali siano comprese tra C e F.

## C
| Cratere         | Eponimo | Latitudine | Longitudine | Diametro  | Crateri minori                               |
| --------------- | --- | ---------- | ----------- | --------- | -------------------------------------------- |
| C. Herschel     | Caroline Lucretia Herschel - Astronoma britannica (1750-1848).                                                                               | 34,48° N   | 328,71° E   | 13,7 km   | C E U V                                      |
| C. Mayer        | Christian Mayer - Astronomo tedesco (1719-1783).                                                                                             | 63,26° N   | 17,31° E    | 37,54 km  | B D E F H                                    |
| Cabannes        | Jean Cabannes - Fisico francese (1885-1959).                                                                                                 | 61,24° S   | 189,79° E   | 81,3 km   | J M Q                                        |
| Cabeus          | Niccolò Cabeo - Astronomo italiano (1586-1650).                                                                                              | 85,33° S   | 317,87° E   | 100,58 km | A B                                          |
| Cai Lun         | Cai Lun - Inventore cinese (c. 57-121). | 80,12° N   | 113,66° E   | 44,89 km  | nessuno                                      |
| Cailleux        | André de Cayeux de Senarpont - Geologo francese (1907-1986).                                                                                 | 60,41° S   | 153,5° E    | 52,85 km  | nessuno                                      |
| Cajal           | Santiago Ramón y Cajal - Dottore spagnolo (1852-1934).                                                                                       | 12,59° N   | 31,08° E    | 8,57 km   | nessuno                                      |
| Cajori          | Florian Cajori - Matematico statunitense (1859-1930).                                                                                        | 47,67° S   | 168,7° E    | 74,65 km  | K                                            |
| Calippus        | Callippo di Cizico - Astronomo greco (c. 370-300 a.C.).                                                                                      | 38,92° N   | 10,72° E    | 34,03 km  | A B C D E F G                                |
| Cameron         | Robert Curry Cameron - Astronomo statunitense (1925-1972).                                                                                   | 6,19° N    | 45,93° E    | 10,91 km  | nessuno                                      |
| Campanus        | Campano da Novara - Astronomo italiano (c. 1200-1296).                                                                                       | 28,04° S   | 332,1° E    | 46,41 km  | A B G K X Y                                  |
| Campbell        | Leon e William Wallace Campbell - Astronomi statunitensi, rispettivamente (1881-1951) e (1862-1938). Non imparentati tra loro.               | 45,57° N   | 152,91° E   | 222,48 km | A E N X Z                                    |
| Cannizzaro      | Stanislao Cannizzaro - Chimico italiano (1826-1910).                                                                                         | 55,5° N    | 260,27° E   | 54,51 km  | nessuno                                      |
| Cannon          | Annie Jump Cannon - Astronoma statunitense (1863-1941).                                                                                      | 19,88° N   | 81,36° E    | 57,58 km  | B E                                          |
| Cantor          | Georg e Moritz Cantor - Matematici tedeschi, rispettivamente (1845-1918) e (1829-1920). Non imparentati tra loro.                            | 38,04° N   | 118,69° E   | 75,72 km  | C T                                          |
| Capella         | Marziano Capella - Astronomo romano (fl. V secolo).                                                                                          | 7,65° S    | 34,92° E    | 48,13 km  | A B C D E F G H J M R T                      |
| Capuanus        | Francesco Capuano di Manfredonia - Astronomo italiano (fl. XV secolo).                                                                       | 34,09° S   | 333,27° E   | 59,69 km  | A B C D E F H K L M P                        |
| Cardanus        | Gerolamo Cardano - Matematico italiano (1501-1576).                                                                                          | 13,27° N   | 287,5° E    | 49,57 km  | B C E G K M R                                |
| Carlini         | Francesco Carlini - Astronomo italiano (1783-1862).                                                                                          | 33,75° N   | 335,88° E   | 10,66 km  | A (B) C D E G H K L S                        |
| Carlos          | Carlos - Nome maschile spagnolo. | 24,91° N   | 2,28° E     | 4,67 km   | nessuno                                      |
| Carmichael      | Leonard Carmichael - Psicologo statunitense (1898-1973).                                                                                     | 19,53° N   | 40,36° E    | 19,73 km  | nessuno                                      |
| Carnot          | Nicolas Léonard Sadi Carnot - Fisico francese (1796-1832).                                                                                   | 52,09° N   | 215,8° E    | 126,06 km | F                                            |
| Carol           | Carol - Nome femminile latino. | 8,48° N    | 122,37° E   | 6,25 km   | nessuno                                      |
| Carpenter       | James e Edwin Francis Carpenter - Astronomi, britannico il primo (1840-1899), statunitense il secondo (1898-1963). Non imparentati tra loro. | 69,52° N   | 308,77° E   | 59,06 km  | T U V W Y                                    |
| Carrel          | Alexis Carrel - Fisiologo francese (1873-1944).                                                                                              | 10,67° N   | 26,68° E    | 15,59 km  | nessuno                                      |
| Carrillo        | Nabor Carrillo Flores - Ingegnere messicano (1911-1967).                                                                                     | 2,11° S    | 80,96° E    | 17,85 km  | nessuno                                      |
| Carrington      | Richard Christopher Carrington - Astronomo britannico (1826-1875).                                                                           | 43,97° N   | 62,04° E    | 27,77 km  | nessuno                                      |
| Cartan          | Élie Joseph Cartan - Matematico francese (1869-1951).                                                                                        | 4,24° N    | 59,29° E    | 15,62 km  | nessuno                                      |
| Carver          | George Washington Carver - Botanico statunitense (1864-1943).                                                                                | 43,46° S   | 127,6° E    | 62,45 km  | (K) L M                                      |
| Casatus         | Paolo Casati - Matematico italiano (1617-1707).                                                                                              | 72,7° S    | 329,25° E   | 102,85 km | A C D E H J K                                |
| Cassegrain      | Laurent Cassegrain - Astronomo francese (1629-1693).                                                                                         | 51,95° S   | 113,3° E    | 56,66 km  | B H K                                        |
| Cassini         | Giovanni Domenico e Jacques Cassini - Astronomi, italo-francese il primo (1625-1712), francese il secondo (1677-1756). Padre e figlio.       | 40,25° N   | 4,64° E     | 56,88 km  | A B C E F G K L M P W X Y Z                  |
| Catalán         | Miguel Ángel Catalán - Spettroscopista spagnolo (1894-1957).                                                                                 | 45,7° S    | 272,63° E   | 26,77 km  | A B U                                        |
| Catharina       | Caterina d'Alessandria - Teologa greca (fl. IV secolo).                                                                                      | 17,98° S   | 23,55° E    | 98,77 km  | A B C D E F G H J K L M P S                  |
| Cauchy          | Augustin-Louis Cauchy - Matematico francese (1789-1857).                                                                                     | 9,56° N    | 38,63° E    | 11,8 km   | A B C D E F M U V W                          |
| Cavalerius      | Bonaventura Cavalieri - Matematico italiano (1598-1647).                                                                                     | 5,1° N     | 293,07° E   | 59,35 km  | A B C D E F K L M U W X Y Z                  |
| Cavendish       | Henry Cavendish - Fisico britannico (1731-1810).                                                                                             | 24,63° S   | 306,22° E   | 52,64 km  | A B E F L M N P S T                          |
| Caventou        | Joseph Caventou - Farmacologo francese (1795-1877).                                                                                          | 29,74° N   | 330,62° E   | 2,8 km    | nessuno                                      |
| Cayley          | Arthur Cayley - Matematico britannico (1821-1895).                                                                                           | 3,94° N    | 15,09° E    | 14,2 km   | nessuno                                      |
| Celsius         | Anders Celsius - Astronomo svedese (1701-1744).                                                                                              | 34,1° S    | 20,05° E    | 38,96 km  | A B D E H                                    |
| Censorinus      | Censorino - Astronomo romano (fl. 238 d.C.).                                                                                                 | 0,42° S    | 32,69° E    | 4,1 km    | A B C D E (F) H J K L N S T U V W X Z        |
| Cepheus         | Cefeo - Personaggio della mitologia greca.                                                                                                   | 40,68° N   | 45,78° E    | 39,43 km  | A                                            |
| Chacornac       | Jean Chacornac - Astronomo francese (1823-1873).                                                                                             | 29,88° N   | 31,67° E    | 50,44 km  | A B C D E F                                  |
| Chadwick        | James Chadwick - Fisico britannico (1891-1974).                                                                                              | 52,85° S   | 258,66° E   | 29,74 km  | nessuno                                      |
| Chaffee         | Roger Bruce Chaffee - Astronauta statunitense (1935-1967).                                                                                   | 39,06° S   | 205,37° E   | 51,75 km  | F S W                                        |
| Challis         | James Challis - Astronomo britannico (1803-1882).                                                                                            | 79,58° N   | 9,09° E     | 53,21 km  | A                                            |
| Chalonge        | Daniel Chalonge - Astronomo francese (1895-1977).                                                                                            | 20,44° S   | 243,65° E   | 25,08 km  | nessuno                                      |
| Chamberlin      | Thomas Chrowder Chamberlin - Geologo statunitense (1843-1928).                                                                               | 58,83° S   | 96,04° E    | 60,41 km  | D H R                                        |
| Champollion     | Jean-François Champollion - Egittologo francese (1790-1832).                                                                                 | 37,39° N   | 175,03° E   | 48,97 km  | A F K Y                                      |
| Chandler        | Seth Carlo Chandler - Astronomo statunitense (1846-1913).                                                                                    | 43,65° N   | 171,76° E   | 88,6 km   | G P Q U                                      |
| Chang Heng      | Zhang Heng - Astronomo cinese (78-139). | 18,9° N    | 112,21° E   | 42,65 km  | C                                            |
| Chang-Ngo       | Chang-Ngo - Nome femminile cinese. | 12,69° S   | 357,84° E   | 2,34 km   | nessuno                                      |
| Chant           | Clarence Augustus Chant - Astronomo canadese (1865-1956).                                                                                    | 40,14° S   | 250,54° E   | 33,6 km   | nessuno                                      |
| Chaplygin       | Sergej Alekseevič Čaplygin - Matematico sovietico (1869-1942).                                                                               | 5,76° S    | 150,24° E   | 123,39 km | B K Q Y                                      |
| Chapman         | Sydney Chapman - Geofisico britannico (1888-1970).                                                                                           | 50,09° N   | 259,53° E   | 76,83 km  | D M V                                        |
| Chappe          | Jean-Baptiste Chappe d'Auteroche - Astronomo francese (1728-1769).                                                                           | 61,29° S   | 268,76° E   | 55,79 km  | nessuno                                      |
| Chappell        | James F. Chappell - Astronomo statunitense (1891-1964).                                                                                      | 54,53° N   | 183,23° E   | 73,92 km  | E T                                          |
| Charles         | Charles - Nome maschile francese. | 29,9° N    | 333,63° E   | 1,34 km   | nessuno                                      |
| Charlier        | Carl Charlier - Astronomo svedese (1862-1934).                                                                                               | 36,22° N   | 228,31° E   | 109,88 km | Z                                            |
| Chaucer         | Geoffrey Chaucer - Astronomo e scrittore britannico (c. 1340-1400).                                                                          | 3,39° N    | 219,29° E   | 45,48 km  | B P                                          |
| Chauvenet       | William Chauvenet - Matematico statunitense (1820-1870).                                                                                     | 11,64° S   | 137,2° E    | 77,67 km  | C D E G J L P Q S U                          |
| Chawla          | Kalpana Chawla - Astronauta statunitense (1961-2003).                                                                                        | 42,48° S   | 212,51° E   | 14,25 km  | nessuno                                      |
| Chebyshev       | Pafnutij L'vovič Čebyšëv - Matematico russo (1821-1894).                                                                                     | 34,01° S   | 227,12° E   | 179,05 km | C N U V Z                                    |
| Chernyshev      | Nikolaj Gavrilovič Černyšëv - Ingegnere sovietico (1906-1963).                                                                               | 47,01° N   | 174,41° E   | 59,31 km  | B                                            |
| Chevallier      | Temple Chevallier - Astronomo britannico (1794-1873).                                                                                        | 45,01° N   | 51,57° E    | 51,83 km  | B F K M                                      |
| Chien-Shiung Wu | Wu Jianxiong - fisica sino-statunitense (1912-1997).                                                                                         | 41,88° S   | 206,32° E   | 0,70 km   | nessuno                                      |
| Ching-Te        | Ching-Te - Nome maschile cinese. | 20,02° N   | 29,97° E    | 3,7 km    | nessuno                                      |
| Chladni         | Ernst Chladni - Fisico tedesco (1756-1827).                                                                                                  | 3,99° N    | 1,12° E     | 13,07 km  | nessuno                                      |
| Chrétien        | Henri Chrétien - Astronomo francese (1870-1956).                                                                                             | 46,11° S   | 162,99° E   | 98,63 km  | A C S W                                      |
| Cichus          | Cecco d'Ascoli - Astronomo italiano (1257-1327).                                                                                             | 33,29° S   | 338,82° E   | 39,18 km  | A B C F G H J K N                            |
| Clairaut        | Alexis Clairault - Matematico francese (1713-1765).                                                                                          | 47,84° S   | 13,86° E    | 76,89 km  | A B C D E F G H J K M P R S                  |
| Clark           | Alvan e Alvan Graham Clark - Astronomi statunitensi, (1804-1887) e (1832-1897). Padre e figlio.                                              | 38,67° S   | 119,35° E   | 52,11 km  | F                                            |
| Clausius        | Rudolf Clausius - Fisico tedesco (1822-1888).                                                                                                | 36,9° S    | 316,07° E   | 24,2 km   | A B C D E F G H J BA                         |
| Clavius         | Cristoforo Clavio - Matematico tedesco (1537-1612).                                                                                          | 58,62° S   | 345,27° E   | 230,77 km | C D E F G H J K L M N O P R T W X Y          |
| Cleomedes       | Cleomede - Astronomo greco (fl. I secolo a.C.).                                                                                              | 27,6° N    | 55,5° E     | 130,77 km | A B C D E F G H J L M N P Q R S T            |
| Cleostratus     | Cleostrato di Tenedo - Astronomo greco (c. 500 B.C.).                                                                                        | 60,32° N   | 282,6° E    | 63,23 km  | A E F H J K L M N P R                        |
| Clerke          | Agnes Mary Clerke - Astronoma britannica (1842-1907).                                                                                        | 21,68° N   | 29,8° E     | 6,66 km   | nessuno                                      |
| Coblentz        | William Weber Coblentz - Astronomo statunitense (1873-1962).                                                                                 | 38,09° S   | 126,65° E   | 32,66 km  | nessuno                                      |
| Cockcroft       | John Douglas Cockcroft - Fisico britannico (1897-1967).                                                                                      | 31,09° N   | 197,09° E   | 92,16 km  | N                                            |
| Collins         | Michael Collins - Astronauta statunitense (1930-).                                                                                           | 1,3° N     | 23,71° E    | 2,58 km   | nessuno                                      |
| Colombo         | Cristoforo Colombo - Esploratore italiano (1451-1506).                                                                                       | 15,26° S   | 46,02° E    | 79,02 km  | A B E G H J K M P T                          |
| Compton         | Arthur e Karl Compton - Fisici statunitensi, (1892-1962) e (1887-1954). Fratelli.                                                            | 55,86° N   | 104,05° E   | 164,63 km | E R W                                        |
| Comrie          | Leslie John Comrie - Astronomo britannico (1893-1950).                                                                                       | 23,39° N   | 246,83° E   | 59,25 km  | K T V                                        |
| Comstock        | George Cary Comstock - Astronomo statunitense (1855-1934).                                                                                   | 21,59° N   | 237,95° E   | 73,23 km  | A P                                          |
| Condon          | Edward Condon - Fisico statunitense (1902-1974).                                                                                             | 1,87° N    | 60,36° E    | 34,85 km  | nessuno                                      |
| Condorcet       | Nicolas de Condorcet - Matematico francese (1743-1794).                                                                                      | 12,1° N    | 69,58° E    | 74,85 km  | A D E F G H J (K) L M N P Q R S T U W X Y TA |
| Congreve        | William Congreve - Ingegnere britannico (1772-1828).                                                                                         | 0,28° S    | 192,16° E   | 57,61 km  | G H L N Q U                                  |
| Conon           | Conone di Samo - Astronomo greco (c. 260 a.C.).                                                                                              | 21,66° N   | 1,95° E     | 20,96 km  | A W Y                                        |
| Cook            | James Cook - Astronomo britannico (1728-1779).                                                                                               | 17,5° S    | 48,81° E    | 45,16 km  | A B C D E F G                                |
| Cooper          | John C. Cooper - Giurista statunitense (1887-1967).                                                                                          | 52,68° N   | 175,92° E   | 51,87 km  | G K                                          |
| Copernicus      | Niccolò Copernico - Astronomo polacco (1473-1543).                                                                                           | 9,62° N    | 339,92° E   | 96,07 km  | A B C D E F G H J L N P R                    |
| Cori            | Gerty Theresa Cori - Fisiologa ceco-statunitense (1896-1957).                                                                                | 50,48° S   | 207,09° E   | 67,22 km  | G                                            |
| Coriolis        | Gaspard Gustave de Coriolis - Fisico francese (1792-1843).                                                                                   | 0,56° N    | 171,8° E    | 78,56 km  | C G H L M S W Y Z                            |
| Couder          | André Couder - Astronomo francese (1897-1979).                                                                                               | 4,9° S     | 267,42° E   | 18,56 km  | nessuno                                      |
| Coulomb         | Charles Augustin de Coulomb - Fisico francese (1736-1806).                                                                                   | 54,46° N   | 245° E      | 89,72 km  | C J N P V W                                  |
| Courtney        | Courtney - Nome maschile inglese. | 25,14° N   | 329,19° E   | 1,24 km   | nessuno                                      |
| Cremona         | Luigi Cremona - Matematico italiano (1830-1903).                                                                                             | 67,24° N   | 269,14° E   | 85,12 km  | A B C L                                      |
| Crile           | George Washington Crile - Dottore statunitense (1864-1943).                                                                                  | 14,21° N   | 45,98° E    | 9,3 km    | nessuno                                      |
| Crocco          | Gaetano Arturo Crocco - Ingegnere italiano (1877-1968).                                                                                      | 46,98° S   | 150,51° E   | 67,5 km   | E G R                                        |
| Crommelin       | Andrew Crommelin - Astronomo britannico (1865-1939).                                                                                         | 67,46° S   | 212,05° E   | 93,48 km  | C W X                                        |
| Crookes         | William Crookes - Chimico britannico (1832-1919).                                                                                            | 10,4° S    | 194,9° E    | 48,25 km  | D P X                                        |
| Crozier         | Francis Crozier - Esploratore britannico (1796-1848).                                                                                        | 13,56° S   | 50,72° E    | 22,51 km  | B D E F G H L M                              |
| Crüger          | Peter Crüger - Matematico tedesco (1580-1639).                                                                                               | 16,68° S   | 293,04° E   | 45,94 km  | A B C D E F G H                              |
| Ctesibius       | Ctesibio - Fisico egiziano (fl. III secolo).                                                                                                 | 0,83° N    | 118,75° E   | 32,1 km   | nessuno                                      |
| Curie           | Pierre Curie - Chimico francese (1859-1906).                                                                                                 | 23,05° S   | 92,28° E    | 138,87 km | C E G K L M P V Z                            |
| Curtis          | Heber Doust Curtis - Astronomo statunitense (1872-1942).                                                                                     | 14,57° N   | 56,79° E    | 2,88 km   | A B C D E F G H K L M                        |
| Curtius         | Albert Curtz - Astronomo tedesco (1600-1671).                                                                                                | 67,08° S   | 4,4° E      | 99,29 km  | nessuno                                      |
| Cusanus         | Nicola Cusano - Matematico tedesco (1401-1464).                                                                                              | 71,82° N   | 69,4° E     | 60,87 km  | A B C E F G H                                |
| Cuvier          | Georges Cuvier - Paleontologo francese (1769-1832).                                                                                          | 50,29° S   | 9,69° E     | 77,3 km   | A B C D E F G H J K L M N O P Q R            |
| Cyrano          | Savinien Cyrano de Bergerac - Scrittore francese (1615-1655).                                                                                | 20,37° S   | 157,37° E   | 79,58 km  | A B D E P                                    |
| Cyrillus        | Cirillo di Alessandria - Teologo egiziano (?-444 d.C.).                                                                                      | 13,29° S   | 24,07° E    | 98,09 km  | A (B) C E F G                                |
| Cysatus         | Johann Baptist Cysat - Astronomo svizzero (1588-1657).                                                                                       | 66,21° S   | 353,66° E   | 47,77 km  | A B C D E F G H J                            |

## D
| Cratere       | Eponimo | Latitudine | Longitudine | Diametro  | Crateri minori                                          |
| ------------- | --- | ---------- | ----------- | --------- | ------------------------------------------------------- |
| D. Brown      | David McDowell Brown - Astronauta statunitense (1956-2003).                                                                                        | 41,65° S   | 212,84° E   | 16,12 km  | nessuno                                                 |
| d'Alembert    | Jean Baptiste Le Rond d'Alembert - Matematico francese (1717-1783).                                                                                | 51,07° N   | 164,89° E   | 233,55 km | E G J Z                                                 |
| D'Arrest      | Heinrich Louis d'Arrest - Astronomo tedesco (1822-1875).                                                                                           | 2,26° N    | 14,6° E     | 29,67 km  | A B M R                                                 |
| D'Arsonval    | Jacques-Arsène d'Arsonval - Fisico francese (1851-1940).                                                                                           | 10,31° S   | 124,59° E   | 30,36 km  | A                                                       |
| da Vinci      | Leonardo da Vinci - Inventore italiano (1452-1519).                                                                                                | 9,1° N     | 44,95° E    | 37,46 km  | A                                                       |
| Daedalus      | Dedalo - Personaggio della mitologia greca. | 5,83° S    | 179,4° E    | 93,61 km  | B C G K M R S U W                                       |
| Dag           | Dag - Nome maschile scandinavo. | 18,71° N   | 5,26° E     | 0,36 km   | nessuno                                                 |
| Daguerre      | Louis Daguerre - Chimico francese (1789-1851). | 11,91° S   | 33,61° E    | 45,79 km  | K U X Y X                                               |
| Dale          | Henry Hallett Dale - Fisiologo britannico (1875-1968).                                                                                             | 9,56° S    | 82,93° E    | 23,41 km  | nessuno                                                 |
| Dalton        | John Dalton - Chimico britannico (1766-1844). | 17,07° N   | 275,55° E   | 60,69 km  | nessuno                                                 |
| Daly          | Reginald Aldworth Daly - Geologo statunitense di nascita canadese (1871-1957).                                                                     | 5,74° N    | 59,5° E     | 14,96 km  | nessuno                                                 |
| Damoiseau     | Marie Charles Theodor De Damoiseau - Astronomo francese (1768-1846).                                                                               | 4,85° S    | 298,75° E   | 36,66 km  | A B C D E F G H J K L M BA                              |
| Daniell       | John Frederic Daniell - Chimico britannico (1790-1845).                                                                                            | 35,42° N   | 31,16° E    | 28,2 km   | D W X                                                   |
| Danjon        | André-Louis Danjon - Astronomo francese (1890-1967).                                                                                               | 11,42° S   | 123,9° E    | 69,3 km   | J K M X                                                 |
| Dante         | Dante Alighieri - Poeta italiano (1265-1321). | 25,36° N   | 180° E      | 53,83 km  | C E G P S T Y                                           |
| Darney        | Maurice Darney - Astronomo francese (1882-1958).                                                                                                   | 14,61° S   | 336,43° E   | 14,81 km  | B C D E F J                                             |
| Darwin        | Charles Darwin - Naturalista britannico (1809-1882).                                                                                               | 19,93° S   | 290,79° E   | 122,18 km | A B C F G H                                             |
| Das           | Anil Kumar Das - Astronomo indiano (1902-1961). | 26,49° S   | 222,95° E   | 35,95 km  | G                                                       |
| Daubrée       | Gabriel Auguste Daubrée - Geologo francese (1814-1896).                                                                                            | 15,73° N   | 14,75° E    | 14,67 km  | nessuno                                                 |
| Davisson      | Clinton Joseph Davisson - Fisico statunitense (1881-1958).                                                                                         | 37,93° S   | 185,03° E   | 92,46 km  | nessuno                                                 |
| Davy          | Humphry Davy - Fisico britannico (1778-1829). | 11,85° S   | 351,85° E   | 33,94 km  | A B C G K U Y                                           |
| Dawa          | Dawa - Nome maschile tibetano. | 85,45° S   | 31,66° E    | 0,65 km   | nessuno                                                 |
| Dawes         | William Rutter Dawes - Astronomo britannico (1799-1868).                                                                                           | 17,21° N   | 26,34° E    | 17,6 km   | nessuno                                                 |
| Dawson        | Bernhard H. Dawson - Astronomo argentino (1890-1960).                                                                                              | 66,99° S   | 224,95° E   | 44,32 km  | D B                                                     |
| De Forest     | Lee de Forest - Inventore statunitense (1873-1961).                                                                                                | 76,94° S   | 196,67° E   | 56,26 km  | N P                                                     |
| de Gasparis   | Annibale de Gasparis - Astronomo italiano (1819-1892).                                                                                             | 25,83° S   | 309,17° E   | 30,9 km   | A B C D E F G                                           |
| de Gerlache   | Adrien de Gerlache - Esploratore belga (1866-1934).                                                                                                | 88,48° S   | 271,66° E   | 32,71 km  | nessuno                                                 |
| De La Rue     | Warren de la Rue - Astronomo britannico (1815-1889).                                                                                               | 59,02° N   | 52,84° E    | 135,22 km | D E J P Q R S W                                         |
| De Moraes     | Abrahão De Moraes - Astronomo brasiliano (1916-1970).                                                                                              | 49,38° N   | 143° E      | 54,41 km  | S T                                                     |
| De Morgan     | Augustus De Morgan - Matematico britannico (1806-1871).                                                                                            | 3,31° N    | 14,89° E    | 9,68 km   | nessuno                                                 |
| De Roy        | Felix De Roy - Astronomo belga (1883-1942). | 55,24° S   | 261,01° E   | 43,51 km  | N P Q (Y)                                               |
| De Sitter     | Willem de Sitter - Astronomo olandese (1872-1934).                                                                                                 | 79,81° N   | 38,57° E    | 63,79 km  | A F G L M U V W X                                       |
| De Vico       | Francesco de Vico - Astronomo italiano (1805-1848).                                                                                                | 19,71° S   | 299,68° E   | 22,13 km  | A B C D E F G H K L M N P R S T X Y AA                  |
| De Vries      | Hugo de Vries - Botanico olandese (1848-1935). | 19,68° S   | 183,22° E   | 57,51 km  | D N R                                                   |
| Debes         | Ernest Debes - Cartografo tedesco (1840-1923). | 29,47° N   | 51,62° E    | 31,92 km  | A B                                                     |
| Debus         | Kurt Heinrich Debus - Ingegnere tedesco (1908-1983).                                                                                               | 10,68° S   | 99,68° E    | 19,77 km  | nessuno                                                 |
| Debye         | Peter Debye - Chimico olandese (1884-1966). | 49,43° N   | 183,97° E   | 127,03 km | E J Q                                                   |
| Dechen        | Ernst Heinrich Karl von Dechen - Geologo tedesco (1800-1889).                                                                                      | 46,12° N   | 291,82° E   | 12,04 km  | A B C D                                                 |
| Delambre      | Jean-Baptiste Delambre - Astronomo francese (1749-1822).                                                                                           | 1,94° S    | 17,39° E    | 51,49 km  | B D F H J                                               |
| Delaunay      | Charles-Eugène Delaunay - Astronomo francese (1816-1872).                                                                                          | 22,26° S   | 2,62° E     | 44,63 km  | A                                                       |
| Delia         | Delia - Nome femminile greco. | 10,91° S   | 353,87° E   | 1,57 km   | nessuno                                                 |
| Delisle       | Joseph-Nicolas Delisle - Astronomo francese (1688-1768).                                                                                           | 29,98° N   | 325,32° E   | 24,83 km  | K                                                       |
| Dellinger     | John Howard Dellinger - Fisico statunitense (1886-1962).                                                                                           | 6,87° S    | 140,7° E    | 82,04 km  | B U                                                     |
| Delmotte      | Gabriel Delmotte - Astronomo francese (1876-1950).                                                                                                 | 27,16° N   | 60,2° E     | 32,16 km  | nessuno                                                 |
| Delporte      | Eugène Joseph Delporte - Astronomo belga (1882-1955).                                                                                              | 15,89° S   | 121,55° E   | 42,5 km   | nessuno                                                 |
| Deluc         | Jean-André Deluc - Geologo svizzero (1727-1817).                                                                                                   | 55,02° S   | 357,02° E   | 45,69 km  | A B C D E F G H J L M N O P Q R S T U V W               |
| Dembowski     | Ercole Dembowski - Astronomo italiano (1815-1881).                                                                                                 | 2,88° N    | 7,27° E     | 26,11 km  | A B C                                                   |
| Democritus    | Democrito - Filosofo e astronomo greco (c. 460-360 a.C.).                                                                                          | 62,31° N   | 34,99° E    | 37,78 km  | A B D K L M N                                           |
| Demonax       | Demonatte - Filosofo greco (fl. II secolo d.C.).                                                                                                   | 78,09° S   | 59,36° E    | 121,93 km | A B C E                                                 |
| Denning       | William Frederick Denning - Astronomo britannico (1848-1931).                                                                                      | 16,26° S   | 142,76° E   | 44,18 km  | B C D L R U V Y Z                                       |
| Desargues     | Girard Desargues - Matematico francese (1593-1662).                                                                                                | 70,25° N   | 286,58° E   | 84,85 km  | A B C D E K L M                                         |
| Descartes     | Cartesio - Matematico francese (1596-1650). | 11,74° S   | 15,67° E    | 47,73 km  | A C                                                     |
| Deseilligny   | Jules Alfred Pierrot Deseilligny - Selenografo francese (1868-1918).                                                                               | 21,13° N   | 20,59° E    | 6,01 km   | nessuno                                                 |
| Deslandres    | Henri-Alexandre Deslandres - Astrofisico francese (1853-1948).                                                                                     | 32,55° S   | 354,43° E   | 227,02 km | nessuno                                                 |
| Deutsch       | Armin Joseph Deutsch - Astronomo statunitense (1918-1969).                                                                                         | 24,35° N   | 110,91° E   | 73,33 km  | F L                                                     |
| Dewar         | James Dewar - Chimico britannico (1842-1923). | 2,61° S    | 165,62° E   | 46,31 km  | E F S                                                   |
| Diana         | Diana - Nome femminile latino. | 14,29° N   | 35,65° E    | 1,55 km   | nessuno                                                 |
| Diderot       | Denis Diderot - Filosofo francese (1713-1784). | 20,42° S   | 121,54° E   | 20 km     | nessuno                                                 |
| Dionysius     | Dionigi l'Areopagita - Astronomo greco (fl. I secolo d.C.).                                                                                        | 2,77° N    | 17,29° E    | 17,25 km  | A B                                                     |
| Diophantus    | Diofanto di Alessandria - Matematico greco (?-c. 300 d.C.).                                                                                        | 27,62° N   | 325,7° E    | 17,57 km  | (A) B C D                                               |
| Dirichlet     | Peter Gustav Lejeune Dirichlet - Matematico tedesco (1805-1859).                                                                                   | 10,58° N   | 207,95° E   | 47,24 km  | E                                                       |
| Dobrovol'skiy | Georgij Timofeevič Dobrovol'skij - Cosmonauta sovietico (1928-1971).                                                                               | 12,83° S   | 129,68° E   | 38,4 km   | D M R                                                   |
| Doerfel       | Georg Samuel Doerfel - Astronomo tedesco (1643-1688).                                                                                              | 68,97° S   | 251,47° E   | 68,63 km  | R S U Y                                                 |
| Dollond       | John Dollond - Ottico britannico (1706-1761). | 10,48° S   | 14,41° E    | 11,04 km  | B (C) D E L M T U V W Y                                 |
| Donati        | Giovanni Battista Donati - Astronomo italiano (1826-1873).                                                                                         | 20,69° S   | 5,1° E      | 35,84 km  | A B C D K                                               |
| Donna         | Donna - Nome femminile italiano. | 7,22° N    | 38,3° E     | 1,84 km   | nessuno                                                 |
| Donner        | Anders Severin Donner - Astronomo francese (1854-1938).                                                                                            | 31,35° S   | 97,99° E    | 55,05 km  | M N P Q R S T V Z                                       |
| Doppelmayer   | Johann Gabriel Doppelmayer - Matematico tedesco (1671-1750).                                                                                       | 28,48° S   | 318,49° E   | 65,08 km  | A B C D G H J K L M N P R S T V W Y Z                   |
| Doppler       | Christian Doppler - Fisico austriaco (1803-1853).                                                                                                  | 12,58° S   | 200,16° E   | 101,79 km | B M N W X                                               |
| Douglass      | Andrew Ellicott Douglass - Astronomo statunitense (1867-1962).                                                                                     | 35,5° N    | 237,28° E   | 50,95 km  | C X                                                     |
| Dove          | Heinrich Wilhelm Dove - Fisico tedesco (1803-1879).                                                                                                | 46,83° S   | 31,42° E    | 30,36 km  | A B C Z                                                 |
| Draper        | Henry Draper - Astronomo statunitense (1837-1882).                                                                                                 | 17,56° N   | 338,25° E   | 8,28 km   | A C                                                     |
| Drebbel       | Cornelius Drebbel - Inventore olandese (1572-1634).                                                                                                | 40,93° S   | 310,88° E   | 30,23 km  | A B C D E F G H J K L M N P                             |
| Dreyer        | John Dreyer - Astronomo danese (1852-1926). | 10,24° N   | 97,09° E    | 63,84 km  | C D J K R W                                             |
| Drude         | Paul Drude - Fisico tedesco (1863-1906). | 38,56° S   | 268,11° E   | 27,13 km  | (S)                                                     |
| Dryden        | Hugh Latimer Dryden - Fisico statunitense (1898-1965).                                                                                             | 33,21° S   | 203,85° E   | 54,45 km  | S T W                                                   |
| Drygalski     | Erich Dagobert von Drygalski - Geografo tedesco (1865-1949).                                                                                       | 79,57° S   | 272,82° E   | 162,49 km | P (Q) V                                                 |
| Dubyago       | Dmitrij Ivanovič Dubjago e Aleksandr Dmitrievič Dubjago - Astronomi, il primo (1850-1918) russo, il secondo (1903-1959) sovietico. Padre e figlio. | 4,38° N    | 69,95° E    | 48,12 km  | B (C) D E F G H J K L M N (P) (Q) R (S) T (U) V W X Y Z |
| Dufay         | Jean Dufay - Astronomo francese (1896-1967). | 5,57° N    | 169,54° E   | 36,11 km  | A B D X Y                                               |
| Dugan         | Raymond Smith Dugan - Astronomo statunitense (1878-1940).                                                                                          | 64,12° N   | 103,11° E   | 49,65 km  | J X                                                     |
| Dunér         | Nils Christoffer Dunér - Astronomo svedese (1839-1914).                                                                                            | 44,68° N   | 179,46° E   | 65,07 km  | A                                                       |
| Dunthorne     | Richard Dunthorne - Astronomo britannico (1711-1775).                                                                                              | 30,12° S   | 328,29° E   | 15,12 km  | A B C D                                                 |
| Dyson         | Frank Watson Dyson - Astronomo britannico (1868-1939).                                                                                             | 60,87° N   | 238,29° E   | 63,14 km  | B H M Q X                                               |
| Dziewulski    | Wladyslaw Dziewulski - Astronomo polacco (1878-1962).                                                                                              | 20,99° N   | 99,02° E    | 68,9 km   | Q                                                       |

## E
| Cratere          | Eponimo                                                                  | Latitudine | Longitudine | Diametro  | Crateri minori                  |
| ---------------- | ------------------------------------------------------------------------ | ---------- | ----------- | --------- | ------------------------------- |
| Easley           | Annie Easley - Matematica statunitense (1933-2011).                      | 23,69° S   | 87,97° E    | 9 km      | nessuno                         |
| Eckert           | Wallace John Eckert - Astronomo statunitense (1902-1971).                | 17,28° N   | 58,38° E    | 2,62 km   | nessuno                         |
| Eddington        | Arthur Eddington - Astrofisico britannico (1882-1944).                   | 21,5° N    | 287,98° E   | 120,13 km | P                               |
| Edison           | Thomas Edison - Inventore statunitense (1847-1931).                      | 24,88° N   | 99,27° E    | 62,72 km  | T                               |
| Edith            | Edith - Nome femminile inglese.                                          | 25,77° S   | 102,33° E   | 6,92 km   | nessuno                         |
| Egede            | Hans Egede - Naturalista danese (1686-1758).                             | 48,72° N   | 10,64° E    | 34,18 km  | A B C E F G M N P               |
| Ehrlich          | Paul Ehrlich - Dottore tedesco (1854-1915).                              | 40,82° N   | 187,73° E   | 33,58 km  | J N W Z                         |
| Eichstadt        | Lorentz Eichstadt - Astronomo tedesco (1596-1660).                       | 22,63° S   | 281,58° E   | 49,57 km  | C D E G H K                     |
| Eijkman          | Christiaan Eijkman - Dottore olandese (1858-1930).                       | 63,21° S   | 217,49° E   | 56,36 km  | D                               |
| Eimmart          | Georg Christoph Eimmart - Astronomo tedesco (1638-1705).                 | 23,97° N   | 64,8° E     | 44,99 km  | A B C D F G H K                 |
| Einstein         | Albert Einstein - Fisico tedesco naturalizzato statunitense (1879-1955). | 16,6° N    | 271,35° E   | 181,47 km | A R S                           |
| Einthoven        | Willem Einthoven - Fisiologo olandese (1860-1927).                       | 5,06° S    | 110,06° E   | 73,94 km  | G K L M P R X                   |
| Elger            | Thomas Gwyn Elger - Astronomo britannico (1836-1897).                    | 35,4° S    | 330,19° E   | 21,51 km  | A B                             |
| Ellerman         | Ferdinand Ellerman - Astronomo statunitense (1869-1940).                 | 25,44° S   | 239,61° E   | 46,21 km  | (Q)                             |
| Ellison          | Mervyn Archdall Ellison - Astronomo britannico (1909-1963).              | 54,93° N   | 251,95° E   | 36,99 km  | P                               |
| Elmer            | Charles Wesley Elmer - Astronomo statunitense (1872-1954).               | 10,23° S   | 84,18° E    | 16,86 km  | nessuno                         |
| Elvey            | Christian Thomas Elvey - Astronomo statunitense (1899-1970).             | 9,01° N    | 259,36° E   | 80,21 km  | G K                             |
| Emden            | Jacob Robert Emden - Astrofisico svizzero (1862-1940).                   | 62,76° N   | 183,49° E   | 114,64 km | D F M U V W                     |
| Encke            | Johann Franz Encke - Matematico tedesco (1791-1865).                     | 4,57° N    | 323,32° E   | 28,27 km  | B C E G H J K M N T X Y         |
| Endymion         | Endimione - Personaggio della mitologia greca.                           | 53,61° N   | 56,48° E    | 122,1 km  | A B C D E F G H J K L M N W X Y |
| Engel'gardt      | Vasilij Pavlovič Engelhardt - Astronomo russo (1828-1915).               | 5,39° N    | 200,53° E   | 43,51 km  | B C J K N R                     |
| Eötvös           | Loránd Eötvös - Fisico ungherese (1848-1919).                            | 35,61° S   | 134,43° E   | 101,8 km  | B D E F T                       |
| Epigenes         | Epigene di Bisanzio - Astronomo greco (?-c. 200 a.C.).                   | 67,5° N    | 355,38° E   | 54,51 km  | A B D F G H P                   |
| Epimenides       | Epimenide di Creta - Filosofo greco (fl. 596 a.C.).                      | 40,92° S   | 329,67° E   | 22,56 km  | A B C S                         |
| Eratosthenes     | Eratostene di Cirene - Astronomo greco (c. 276-196 a.C.).                | 14,47° N   | 348,68° E   | 58,77 km  | A B C D E F H K M Z             |
| Erlanger         | Joseph Erlanger - Fisiologo statunitense (1874-1965).                    | 86,99° N   | 28,62° E    | 10,94 km  | nessuno                         |
| Erro             | Luis Enrique Erro - Astronomo messicano (1897-1955).                     | 5,68° N    | 98,54° E    | 63,75 km  | D J K T V                       |
| Esclangon        | Ernest Esclangon - Astronomo francese (1876-1954).                       | 21,47° N   | 42,06° E    | 15,29 km  | nessuno                         |
| Esnault-Pelterie | Robert Albert Charles Esnault-Pelterie - Ingegnere francese (1881-1957). | 47,41° N   | 218,17° E   | 76,79 km  | nessuno                         |
| Espin            | Thomas Henry Espinell Compton Espin - Astronomo britannico (1858-1934).  | 28,15° N   | 109,34° E   | 70,01 km  | E                               |
| Euclides         | Euclide - Matematico greco (?-c. 300 a.C.).                              | 7,4° S     | 330,44° E   | 11,8 km   | (B) C D E F J K M P             |
| Euctemon         | Euctemone - Astronomo greco (fl. 432 a.C.).                              | 76,26° N   | 30,57° E    | 62,7 km   | C D H K N                       |
| Eudoxus          | Eudosso di Cnido - Astronomo greco (c. 408-355 a.C.).                    | 44,27° N   | 16,23° E    | 70,16 km  | A B D E G J U V                 |
| Euler            | Eulero - Matematico svizzero (1707-1783).                                | 23,26° N   | 330,82° E   | 26,03 km  | E F G H J (K) L (P)             |
| Evans            | Arthur Evans - Archeologo britannico (1851-1941).                        | 9,63° S    | 226,22° E   | 69,4 km   | Q                               |
| Evdokimov        | Nikolaj N. Evdokimov - Astronomo sovietico (1868-1940).                  | 34,57° N   | 206,96° E   | 48,88 km  | G N                             |
| Evershed         | John Evershed - Astronomo britannico (1864-1956).                        | 35,3° N    | 200,49° E   | 65,28 km  | C D E R S                       |
| Ewen             | Ewen - Nome femminile gaelico.                                           | 7,69° N    | 121,46° E   | 2,6 km    | nessuno                         |

## F
| Cratere      | Eponimo | Latitudine | Longitudine | Diametro  | Crateri minori                                |
| ------------ | --- | ---------- | ----------- | --------- | --------------------------------------------- |
| Fabbroni     | Giovanni Fabbroni - Chimico italiano (1752-1822). | 18,66° N   | 29,27° E    | 10,55 km  | nessuno                                       |
| Fabricius    | David Fabricius - Astronomo olandese (1564-1617). | 42,75° S   | 41,84° E    | 78,9 km   | A B J                                         |
| Fabry        | Charles Fabry - Fisico francese (1867-1945). | 43,07° N   | 100,68° E   | 179,44 km | H X                                           |
| Fahrenheit   | Daniel Gabriel Fahrenheit - Fisico olandese (1686-1736). | 13,12° N   | 61,71° E    | 6,65 km   | nessuno                                       |
| Fairouz      | Fairouz - Nome femminile arabo. | 26,07° S   | 102,95° E   | 2,87 km   | nessuno                                       |
| Faraday      | Michael Faraday - Fisico britannico (1791-1867). | 42,45° S   | 8,75° E     | 69,03 km  | A C D G H K                                   |
| Faustini     | Arnaldo Faustini - Geografo italiano (1872-1944). | 87,18° S   | 84,31° E    | 42,48 km  | nessuno                                       |
| Fauth        | Philipp Johann Heinrich Fauth - Selenografo tedesco (1867-1941).                                                                                                   | 6,23° N    | 339,86° E   | 11,94 km  | A B C D E F G H                               |
| Faye         | Hervé Faye - Astronomo francese (1814-1902). | 21,39° S   | 3,81° E     | 38,02 km  | A B                                           |
| Fechner      | Gustav Theodor Fechner - Fisico tedesco (1801-1887). | 58,25° S   | 125,03° E   | 59,32 km  | T                                             |
| Fedorov      | Aleksandr Petrovič Fedorov - Scienziato russo (1872-1920). | 28,23° N   | 322,95° E   | 6,08 km   | nessuno                                       |
| Felix        | Felix - Nome maschile latino. | 25,09° N   | 334,62° E   | 1,45 km   | nessuno                                       |
| Fényi        | Gyula Fényi - Astronomo ungherese (1845-1927). | 44,94° S   | 254,94° E   | 43,31 km  | A Y                                           |
| Feoktistov   | Konstantin Petrovič Feoktistov - Cosmonauta sovietico (1926-2009).                                                                                                 | 30,73° N   | 140,5° E    | 22,06 km  | X                                             |
| Fermat       | Pierre de Fermat - Matematico francese (1601-1665). | 22,71° S   | 19,79° E    | 37,77 km  | A B C D E F G H P                             |
| Fermi        | Enrico Fermi - Fisico italiano naturalizzato statunitense (1901-1954).                                                                                             | 19,61° S   | 123,24° E   | 241,41 km | nessuno                                       |
| Fernelius    | Jean Fernel - Astronomo francese (1497-1558). | 38,18° S   | 4,86° E     | 68,42 km  | A B C D E F S                                 |
| Fersman      | Aleksandr Evgen'evič Fersman - Geochimico sovietico (1883-1945).                                                                                                   | 17,9° N    | 233,94° E   | 148,14 km | nessuno                                       |
| Fesenkov     | Vasilij Grigor'evič Fesenkov - Astrofisico russo (1889-1972). | 23,16° S   | 135,14° E   | 36,12 km  | F S                                           |
| Feuillée     | Louis Feuillée - Naturalista francese (1660-1732). | 27,37° N   | 350,54° E   | 8,94 km   | nessuno                                       |
| Fibiger      | Joahnnes Andreas Grib Fibiger - Patologo danese (1867-1928). | 86,14° N   | 37,13° E    | 21,1 km   | nessuno                                       |
| Finsch       | Otto Finsch - Zoologo tedesco (1839-1917). | 23,58° N   | 21,27° E    | 4,05 km   | nessuno                                       |
| Finsen       | Niels Ryberg Finsen - Fototerapista danese (1860-1904). | 42,29° S   | 182,28° E   | 72,98 km  | C G                                           |
| Firmicus     | Giulio Firmico Materno - Astrologo romano (fl. 330-354). | 7,25° N    | 63,43° E    | 56,81 km  | A B C D E F G H M                             |
| Firsov       | Georgij Firsov - Ingegnere sovietico (1917-1960). | 4,2° N     | 112,7° E    | 51 km     | K P Q S T V                                   |
| Fischer      | Hermann Emil e Hans Fischer - Chimici tedeschi, rispettivamente (1852-1919) e (1881-1945). Non imparentati tra loro.                                               | 7,99° N    | 142,44° E   | 30,48 km  | nessuno                                       |
| Fitzgerald   | George Francis FitzGerald - Fisico irlandese (1851-1901). | 26,67° N   | 187,86° E   | 104,21 km | B W Y                                         |
| Fizeau       | Hippolyte Fizeau - Fisico francese (1819-1896). | 58,19° S   | 225,89° E   | 107,08 km | C F G Q S                                     |
| Flammarion   | Camille Flammarion - Astronomo francese (1842-1925). | 3,33° S    | 356,27° E   | 76,18 km  | A B C D T U W X Y Z                           |
| Flamsteed    | John Flamsteed - Astronomo britannico (1646-1719). | 4,49° S    | 315,66° E   | 19,34 km  | A B C D E F G H J K L M P S T U X Z           |
| Fleming      | Alexander e Williamina Fleming - Rispettivamente medico britannico (1881-1955) e astronoma statunitense di nascita scozzese (1857-1911). Non imparentati tra loro. | 14,91° N   | 109,28° E   | 126,37 km | D N W Y                                       |
| Florensky    | Kirill Pavlovič Florenskij - Geologo sovietico (1915-1982). | 25,45° N   | 131,85° E   | 69,03 km  | nessuno                                       |
| Florey       | Howard Walter Florey - Patologo britannico di nascita australiano (1898-1968).                                                                                     | 87,04° N   | 340,25° E   | 69,06 km  | nessuno                                       |
| Floss        | Christine Floss - Astronoma statunitense (1961-2018). | 84,28° S   | 42,27° E    | 9 km      | nessuno                                       |
| Focas        | Ionnas Focas - Astronomo greco-francese (1909-1969). | 33,7° S    | 266,09° E   | 22,04 km  | U                                             |
| Fontana      | Francesco Fontana - Astronomo italiano (c. 1585-1646). | 16,04° S   | 303,21° E   | 31,47 km  | A B C D E F G H K M W Y                       |
| Fontenelle   | Bernard le Bovier de Fontenelle - Astronomo francese (1657-1757).                                                                                                  | 63,42° N   | 341,04° E   | 37,68 km  | A B C D F G H K L M N P R S T X               |
| Foster       | John Stuart Foster - Fisico canadese (1890-1964). | 23,59° N   | 218,51° E   | 37,02 km  | H L P S                                       |
| Foucault     | Léon Foucault - Fisico francese (1819-1868). | 50,46° N   | 320,14° E   | 25,08 km  | nessuno                                       |
| Fourier      | Jean Baptiste Joseph Fourier - Matematico francese (1768-1830). | 30,31° S   | 306,9° E    | 51,57 km  | A B C D E F G K L M N P R                     |
| Fowler       | Alfred e Ralph Fowler - Astronomi britannici, rispettivamente (1868-1940) e (1889-1944) britannici. Non imparentati tra loro.                                      | 42,59° N   | 214,73° E   | 139,52 km | A C N R W                                     |
| Fox          | Philip Fox - Astronomo statunitense (1878-1944). | 0,47° N    | 98,14° E    | 23,97 km  | A                                             |
| Fra Mauro    | Fra Mauro - Geografo italiano (?-1459). | 6,06° S    | 343,03° E   | 96,76 km  | A B C D E F G H J K N P R T W X Y Z           |
| Fracastorius | Girolamo Fracastoro - Astronomo italiano (1483-1553). | 21,36° S   | 33,07° E    | 120,58 km | A B C D E G H J K L M N P Q R S T W X Y Z     |
| Franck       | James Franck - Fisico tedesco (1882-1964). | 22,59° N   | 35,56° E    | 11,91 km  | nessuno                                       |
| Franklin     | Benjamin Franklin - Inventore statunitense (1706-1790). | 38,73° N   | 47,64° E    | 55,92 km  | C F G H K W                                   |
| Franz        | Julius Heinrich Franz - Astronomo tedesco (1847-1913). | 16,57° N   | 40,24° E    | 25,48 km  | nessuno                                       |
| Fraunhofer   | Joseph von Fraunhofer - Astronomo tedesco (1787-1826). | 39,52° S   | 59,06° E    | 57,75 km  | A B C D E F G H J K L M N R S T U V W X Y Z   |
| Fredholm     | Erik Ivar Fredholm - Matematico svedese (1866-1927). | 18,37° N   | 46,55° E    | 13,39 km  | nessuno                                       |
| Freud        | Sigmund Freud - Psicoanalista austriaco (1856-1939). | 25,79° N   | 307,6° E    | 2,85 km   | nessuno                                       |
| Freundlich   | Erwin Finlay-Freundlich - Astronomo anglo-tedesco (1885-1964). | 25° N      | 170,89° E   | 83,16 km  | G Q R                                         |
| Fridman      | Aleksandr Aleksandrovič Fridman - Fisico sovietico (1888-1925). | 12,48° S   | 233,12° E   | 101,45 km | C                                             |
| Froelich     | Jack E. Froelich - Scienziato statunitense (1921-1967). | 80° N      | 248,37° E   | 56,73 km  | M                                             |
| Frost        | Edwin Brant Frost - Astronomo statunitense (1866-1935). | 37,41° N   | 241,1° E    | 78,3 km   | N                                             |
| Fryxell      | Roald H. Fryxell - Geologo statunitense (1934-1974). | 21,25° S   | 258,35° E   | 17,62 km  | nessuno                                       |
| Furnerius    | Georges Furner - Matematico francese (fl. 1643). | 36° S      | 60,54° E    | 135,03 km | A B C D E F G H J K L N P Q R S T U V W X Y Z |